# Navarco
El navarco o navarca (en griego ναύαρχος / nauarkhos, de ναῦς / naus, «el barco» y ἀρχή / arkhê, «el mando »), literalmente el «capitán del navío», era el título militar dado al almirante de la flota.
En Esparta mandaba todas las actividades militares de la flota, y tenía autoridad sobre los territorios extranjeros que se conquistaban. Aristóteles comparó la autoridad de un navarco con la de un rey espartano, pero hay pocas fuentes que hablen de sus obligaciones. En Atenas en cambio, el navarco era un capitán de una nave o un almirante, subordinado siempre a un strategos.
El concepto de navarco se aplicó por primera vez a las batallas marítimas de la segunda guerra médica en el año 480 a. C. El cargo de navarco no fue una institución creada por los espartanos, pero tuvo su importancia durante la lucha de Esparta contra Atenas en la guerra del Peloponeso. Quizá el navarco más importante fue el espartano Lisandro, que destruyó la flota ateniense y obligó a Atenas a rendirse. En Esparta el mandato de un navarco duraba de primavera a primavera, es decir, un año, a menos que las circunstancias de la guerra obligaran a prorrogar el mando. Una ley prohibía la repetición del mandato.
Sin relación con estas funciones militares, el navarco es el responsable de una liturgia específica en Eretria y en otras ciudades, en el ámbito de las fiestas de la navegación en honor de Isis y de otras divinidades egipcias.
En Esparta, la magistratura del navarco fue instituida para paliar el problema del mando: según la Gran Retra, los reyes eran quienes mandaban las tropas terrestres, pero no detentaban el mando de la armada. Ciertas expediciones podían estar comandadas por jefes que no eran reyes, pero se trataba habitualmente de pequeñas campañas, que movilizaban pocos hombres.
Alrededor del año 400 a. C., una ley prohibió en Esparta la iteración en el cargo, pero al parecer se permitió la repetición, ya que Teleutias fue probablemente navarco tres veces. Además, esta ley podía eludirse nombrando a un secretario (ἐπιστολεὐς, epistoleus) —en realidad vicealmirante— del navarco; así, el influyente Lisandro llegó a ser secretario en dos ocasiones. Los navarcos eran elegidos por un año por la Apella (asamblea espartana), supervisada por los éforos. Una excepción tuvo lugar en 395, cuando se concedió al rey Agesilao II el privilegio de nombrar al navarco.
En Macedonia y en los reinos helenísticos, en tiempo de los Seléucidas como en tiempos de los Lágidas el navarco era el almirante de la flota. Así Alejandro Magno era navarco de la flota macedonia en el sitio de Tiro.
Los navarcos de Rodas eran los jefes militares de las polis y estaban autorizados a firmar tratados con estados extranjeros y enviar embajadas en nombre de la república.
El vocablo se recuperó en tiempos de la República romana, y el navarco era el comandante de una escuadra, por debajo de la autoridad del praefectus classis.